# Agences, organismes décentralisés indépendants, organismes incorporés et entreprises communes de l'Union européenne et de l'Euratom
Les agences, organismes décentralisés indépendants, organismes incorporés et entreprises communes de l'Union européenne et de l'Euratom sont des organismes de droit public ayant une personnalité juridique propre et distincte des institutions européennes principales (Commission, Parlement, Conseil des ministres, etc.). Elles ont été créées dans un but de décentralisation géographique et de déconcentration de certaines tâches techniques ou scientifiques de l'Union européenne.

## Historique
Le principe de décentralisation des instances de l'Union européenne date des années 1970 avec la création du Centre européen pour le développement de la formation professionnelle et de la Fondation européenne pour l’amélioration des conditions de vie et de travail. Une seconde série d'agences a été créée dans les années 1990 avec une claire volonté de délocalisation géographique. Avec l'apparition des nouveaux piliers de l'Union européenne, une troisième vague d'agences fut créée à partir de 2003. Avec l'entrée en vigueur du traité de Lisbonne le 1er décembre 2009, la structure en pilier de l'Union européenne a disparu. La catégorisation des agences en fonction de leur pilier d'appartenance a donc elle aussi disparu. Les agences ayant été créées au cas par cas en fonction des besoins ponctuels de l'Union européenne, leur fonctionnement est peu standardisé. En 2012, l'Union européenne a adopté une orientation globale pour harmoniser les agences, renforcer leur cohérence et leur efficacité. À terme, ces règles devraient notamment affecter les noms des agences.

## Budget
Le budget global des agences (toutes catégories confondues excepté CRU/SRB) s'élève à 4,2 milliards d'euros en 2018 (contre 3,5 milliards d'euros en 2017).

## Agences

### Agences décentralisées
Afin de libérer les institutions européennes pour qu'elles définissent les politiques de l'Union, les agences décentralisées – anciennement appelées « agences communautaires » – ont été créées pour accomplir des tâches techniques, scientifiques, règlementaires et opérationnelles.
Les pays membres d’agences de l’Union européenne sans être membres de l’Union contribuent de manière indirecte au budget de l’Union européenne. Les pays concernés sont : Islande, Liechtenstein, Norvège, Suisse et Turquie.

#### Marché unique
| Nom officiel                                                                  | Abréviation | Localisation          | État membre        | Date d'installation | Membres et observateurs |
| ----------------------------------------------------------------------------- | ----------- | --------------------- | ------------------ | ------------------- | --- |
| Autorité européenne du travail                                                | AET (ELA)   | Bratislava            | Slovaquie          | 2019                | membres : Membres de l'UE |
| Agence européenne pour la sécurité et la santé au travail                     | EU-OSHA     | Bilbao                | Espagne            | 1994                | membres : Membres de l'UE, Commission européenne, observateurs : Islande, Liechtenstein, Norvège                                                                                          |
| Centre européen pour le développement de la formation professionnelle         | Cedefop     | Thessalonique         | Grèce              | 1975                | membres : Membres de l'UE, observateurs : Islande, Norvège |
| Fondation européenne pour l'amélioration des conditions de vie et de travail  | EUROFOUND   | Dublin                | Irlande            | 1975                | membres : Membres de l'UE, Commission européenne observateurs : AELE |
| Agence européenne pour l'environnement                                        | EEA         | Copenhague            | Danemark           | 1994                | membres : Membres de l'UE, Islande, Liechtenstein, Norvège, Suisse, Turquie coopérants : Albanie, Bosnie et Herzégovine, Kosovo, Macédoine, Monténégro, Serbie                            |
| Fondation européenne pour la formation                                        | ETF         | Turin                 | Italie             | 1994                | membres : Membres de l'UE, Commission européenne |
| Office de l'Union européenne de la propriété intellectuelle                   | EU IPO      | Alicante              | Espagne            | 1994                | membres : Membres de l'UE, Commission européenne |
| Agence européenne des médicaments                                             | EMA         | Amsterdam             | Pays-Bas           | 1995                | membres : Membres de l'UE, Commission européenne, Parlement européen observateurs : Islande, Liechtenstein, Norvège                                                                       |
| Office communautaire des variétés végétales                                   | OCVV        | Angers                | France             | 1994                | membres : Membres de l'UE, Commission européenne |
| Centre de traduction des organes de l'Union européenne                        | CDT         | Luxembourg            | Luxembourg         | 1994                | membres : Membres de l'UE, Commission européenne |
| Autorité européenne de sécurité des aliments                                  | EFSA        | Parme                 | Italie             | 2002                | membres : Membres de l'UE observateurs : Commission européenne, Islande, Norvège, Suisse                                                                                                  |
| Agence européenne pour la sécurité maritime                                   | AESM        | Lisbonne              | Portugal           | 2002                | membres : Membres de l'UE, Commission européenne, Islande, Norvège |
| Agence de l'Union européenne pour la sécurité aérienne                        | AESA        | Cologne               | Allemagne          | 2003                | membres : Membres de l'UE, Commission européenne, Islande, Liechtenstein, Norvège, Suisse observateurs : Albanie, Bosnie et Herzégovine, Géorgie, Macédoine, Moldavie, Monténégro, Serbie |
| Centre européen de prévention et de contrôle des maladies                     | ECDC        | Stockholm             | Suède              | 2005                | membres : Membres de l'UE, Commission européenne, Parlement européen observateurs : Islande, Liechtenstein, Norvège                                                                       |
| Agence de l'Union européenne pour le programme spatial                        | EUSPA       | Prague                | République tchèque | 2021                | membres : Membres de l'UE |
| Agence de l'Union européenne pour les chemins de fer                          | ERA         | Valenciennes et Lille | France             | 2004                | membres : Membres de l'UE, Commission européenne, Norvège |
| Agence européenne de contrôle des pêches                                      | EFCA        | Vigo                  | Espagne            | 2005                | membres : Membres de l'UE, Commission européenne |
| Agence européenne des produits chimiques                                      | ECHA        | Helsinki              | Finlande           | 2007                | membres : Membres de l'UE, Commission européenne, Parlement européen observateurs : Islande, Norvège                                                                                      |
| Office de l'Organe des régulateurs européens des communications électroniques | ORECE       | Riga                  | Lettonie           | 2010                | membres : Membres de l'UE, Commission européenne |
| Agence de coopération des régulateurs de l'énergie                            | ACER        | Ljubljana             | Slovénie           | 2011                | membres : Membres de l'UE |

#### Politique de sécurité et de défense commune
| Nom officiel                                        | Abréviation | Localisation      | État membre | Date d'installation | Membres et observateurs                                                                                  |
| --------------------------------------------------- | ----------- | ----------------- | ----------- | ------------------- | --- |
| Agence européenne de défense                        | AED         | Bruxelles         | Belgique    | 2004                | membres : Membres de l'UE sans le Danemark; Commission européenne participants : Norvège, Serbie, Suisse |
| Institut d'études de sécurité de l'Union européenne | IESUE       | Paris             | France      | 2001                | membres : Membres de l'UE                                                                                |
| Centre satellitaire de l'Union européenne           | EUSC        | Torrejón de Ardoz | Espagne     | 2002                | membres : Membres de l'UE                                                                                |

#### Espace de liberté, de sécurité et de justice
| Nom officiel | Abréviation | Localisation | État membre | Date d'installation | Membres et observateurs |
| --- | ----------- | ------------ | ----------- | ------------------- | --- |
| Observatoire européen des drogues et des toxicomanies                                                                                                  | OEDT        | Lisbonne     | Portugal    | 1993                | membres : Membres de l'UE, Commission européenne, Parlement européen, Norvège, Turquie observateurs : Conseil de l'Europe, OMS |
| Institut européen pour l'égalité entre les hommes et les femmes                                                                                        | EIGE        | Vilnius      | Lituanie    | 2007                | membres : Membres de l'UE |
| Formation des services répressifs | CEPOL       | Budapest     | Hongrie     | 2005                | membres : Membres de l'UE sauf Danemark associés : Islande, Norvège, Suisse                                                    |
| Europol | Europol     | La Haye      | Pays-Bas    | 1999                | membres : Membres de l'UE |
| Eurojust | Eurojust    | La Haye      | Pays-Bas    | 2002                | membres : Membres de l'UE |
| Agence des droits fondamentaux de l'Union européenne                                                                                                   | FRA         | Vienne       | Autriche    | 2007                | membres : Membres de l'UE, Commission européenne, Conseil de l'Europe                                                          |
| Agence de l'Union européenne pour l'asile | AUEA (EUAA) | La Valette   | Malte       | jan 2022            | membres : Membres de l'UE |
| Agence européenne pour la gestion opérationnelle des systèmes d'information à grande échelle au sein de l'espace de liberté, de sécurité et de justice | EU-LISA     | Tallinn      | Estonie     | 2012                | membres : Membres de l'UE |
| Agence européenne de garde-frontières et de garde-côtes                                                                                                | Frontex     | Varsovie     | Pologne     | 2016                | membres : Membres de l'UE excepté l'Irlande, et les membres de l'Espace Schengen non membres de l'UE                           |
| Agence de l'Union européenne pour la cybersécurité | ENISA       | Heraklion    | Grèce       | 2005                | membres : Membres de l'UE |

#### Système européen de supervision financière(Autorités européennes de surveillance)
| Nom officiel                                                        | Abréviation | Localisation | État membre | Date d'installation | Membres et observateurs   |
| ------------------------------------------------------------------- | ----------- | ------------ | ----------- | ------------------- | ------------------------- |
| Autorité bancaire européenne                                        | ABE (EBA)   | Paris        | France      | 2011                | membres : Membres de l'UE |
| Autorité européenne des marchés financiers                          | AEMF        | Paris        | France      | 2011                | membres : Membres de l'UE |
| Autorité européenne des assurances et des pensions professionnelles | EIOPA       | Francfort    | Allemagne   | 2011                | membres : Membres de l'UE |

#### Union bancaire(Mécanisme de résolution unique)
| Nom officiel                 | Abréviation | Localisation | État membre | Date d'installation | Membres et observateurs              |
| ---------------------------- | ----------- | ------------ | ----------- | ------------------- | ------------------------------------ |
| Conseil de résolution unique | CRU (SRB)   | Bruxelles    | Belgique    | 2014                | membres: Membres de l'Union bancaire |

### Agences exécutives
Il s'agit d'organismes installés pour une période fixe qui sont chargés de l'exécution de certaines tâches pour aider la Commission européenne à gérer les programmes de l'UE. Leur siège est soit à Bruxelles, soit à Luxembourg et Bucarest.
- Éducation, audiovisuel et culture  (EACEA)
- Agence exécutive pour la compétitivité et l’innovation (EASME  ou EACI)
- Agence exécutive du Conseil européen de la recherche (CER)
- Agence exécutive européenne pour la santé et le numérique (HaDEA en anglais)
- Agence exécutive européenne pour le climat, les infrastructures et l’environnement (CINEA)
- Agence exécutive pour la recherche (REA)
- Centre européen de compétences en matière de cybersécurité (ECCC)

### Agences de l'EURATOM
Une agence est créée qui a le droit d'acheter des minerais, des matières premières et des matières fissiles spéciales produites sur le territoire des États membres et le droit exclusif de conclure des contrats pour la fourniture de ces matières à des pays à l'intérieur ou à l'extérieur de la Communauté. À partir des quantités disponibles de la Communauté, l'Agence peut créer les stocks commerciaux nécessaires pour faciliter l'approvisionnement de la Communauté. Le mode de financement de ces stocks est approuvé par le Conseil, statuant à la majorité qualifiée sur proposition de la Commission:
- Agence d'approvisionnement EURATOM (Euratom Supply Agency, ESA)

## Organismes décentralisés independentes
| Nom officiel                                     | Abréviation | Localisation | État membre | Date d'installation | Membres et observateurs                                                             |
| ------------------------------------------------ | ----------- | ------------ | ----------- | ------------------- | ----------------------------------------------------------------------------------- |
| Parquet européen                                 | BGPE        | Luxembourg   | Luxembourg  | 2020                | membres : Membres de l'UE sauf Danemark, Hongrie, Irlande, Pologne, Pays Bas, Suède |
| Institut européen d'innovation et de technologie | IET         | Budapest     | Hongrie     | 2010                | membres : Membres de l'UE                                                           |

## Organismes incorporés
| Nom officiel                                                                           | Abréviation | Localisation | État membre | Date d'installation | Membres et observateurs   |
| -------------------------------------------------------------------------------------- | ----------- | ------------ | ----------- | ------------------- | ------------------------- |
| Comité européen de la protection des données                                           | CEPD        | Bruxelles    | Belgique    | 2018                | membres : Membres de l'UE |
| Autorité pour les partis politiques européens et les fondations politiques européennes | APPF        | Bruxelles    | Belgique    | 2014                | membres : Membres de l'UE |

## Entreprises communes
D'autres organismes comptent parmi les agences européennes, en plus des organismes cités précédemment, des entreprises communes, qui mettent en œuvre des projets de recherche par un partenariat public-privé qui sont importantes pour le développement de l'industrie dans l'UE où l'EURATOM.
Les entreprises communes de l'UE où de l'EURATOM peuvent être créées comme communes. Tout projet de création d'une entreprise commune émanant de la Commission, d'un État membre ou d'une autre partie sera examiné par la Commission. La Commission sollicite l'avis des États membres et de tous les organismes publics ou privés qu'ils estiment pouvoir fournir des informations. La Commission transmet au Conseil européen tout projet de création d'une entreprise commune avec son avis motivé. S'il affirme la nécessité de la coentreprise envisagée, la Commission soumettra des propositions au Conseil. Elle joint un rapport détaillé de l'ensemble du plan. Une entreprise commune est établie par décision du Conseil. Sauf si la Cour de justice de l'Union européenne est compétente en vertu du présent traité, les litiges impliquant des coentreprises seront résolus par les instances judiciaires nationales compétentes.
- UE
  - Initiative médicaments innovants[34]
  - Agence européenne des piles à combustible et à hydrogène[35]
  - ARTEMIS, initiative technologique conjointe pour le développement de technologies informatiques[36]
  - ENIAC, initiative technologique conjointe pour les technologies de la nanoélectronique[37]
- Euratom
  - F4E (« Fusion à des fins énergétiques », Fusion for Energy) Entreprise commune européenne pour ITER ou Entreprise Fusion à des fins énergétiques[38]
  - JET, Joint European Torus

## Anciennes agences, organismes décentralisés independentes et entreprises communes
- Agence européenne pour la reconstruction (EAR) a été fermée en 2008.
- Agence exécutive pour la compétitivité et l'innovation (EACI) a été fermée au 1er janvier 2014.
- Agence du GNSS européen (GSA), instaurée en 2004, son rôle est incorporé dans l'agence de l'Union européenne pour le programme spatial également basée à Prague en 2021[18]